# Els Vilars
Els Vilars es una entidad de población española del municipio de Massanet de Cabrenys, perteneciente a la provincia de Gerona, en la comunidad autónoma de Cataluña.

## Toponimia
El lugar puede aparecer referido como «Els Vilars», «Vilars», «San Pedro dels Vilars» y «San Pere dels Vilars».

## Historia
El lugar tuvo ayuntamiento propio. El municipio de Els Villars desapareció de cara al censo de 1857, al incorporarse el término al de Massanet de Cabrenys. Hacia mediados del siglo XIX, el lugar tenía contabilizada una población de treinta habitantes. Aparece descrito en el decimosexto y último volumen del Diccionario geográfico-estadístico-histórico de España y sus posesiones de Ultramar de Pascual Madoz con las siguientes palabras:

VILARS (San Pere dels): ald. en la prov. y dióc. de Gerona, part. jud. de Figueras, aud. terr., c. g. de Barcelona, ayunt. de Masanet de Cabrenis. sit. en terreno montuoso, con buena ventilacion y clima sano. Tiene 20 casas y una igl. parr. (San Pedro) aneja de la de San Cristóbal de las Horts. El térm. confina con Masanet, Oliveda, Fonfreda y Carbonils. El terreno es áspero y fragoso, de inferior calidad; le cruza un riach. que desagua en el Muga; los caminos son locales. prod.: centeno, maiz y patatas; cria ganado lanar, caza de liebres, conejos, perdices, zorros y lobos. ind.: fabricacion de carbon. pobl.: 8 vec., 30 almas. cap. prod.: 594,000 rs. imp.: 14,850.
(Madoz, 1845, p. 85)

En 2023, la entidad singular de población tenía empadronados cinco habitantes.